# Chester Newton
Chester Willard „Chet“ Newton (18. září 1903, Canby – 11. května 1966, Oregon City) byl americký zápasník. V roce 1924 vybojoval na olympijských hrách v Paříži stříbrnou medaili ve volném stylu v pérové váze.
Zemřel při automobilové nehodě, když s vozem narazil do betonového podjezdu a auto bylo zachváceno plameny.